# باسینیاک
باسینیاک (به فرانسوی: Bassignac) یک کمون (فرانسه) در فرانسه است که در canton of Saignes واقع شده‌است. باسینیاک ۱۱٫۹۵ کیلومتر مربع مساحت دارد ۴۱۲ متر بالاتر از سطح دریا واقع شده‌است.